# Manzonella monopia
Manzonella monopia is een mosdiertjessoort uit de familie van de Microporidae. De wetenschappelijke naam van de soort is, als Opaeophora monopia, voor het eerst geldig gepubliceerd in 1952 door Brown.